# Вані (Грузія)
Вані (груз. ვანი) — місто у Грузії, в мхаре Імеретія, адміністративний центр однойменного муніципалітету. 

## Географія
Вані розташоване у західній Грузії, за 60 км від узбережжя Чорного моря, в місці впадіння річки Сулорі у річку Ріоні. 
Знаходиться за 19 км на південь від залізничної станції Самтредія та за 41 км на південний захід від столиці мхаре Імереті міста Кутаїсі.

## Клімат
| Кліматограма Вані | Кліматограма Вані | Кліматограма Вані | Кліматограма Вані | Кліматограма Вані | Кліматограма Вані | Кліматограма Вані | Кліматограма Вані | Кліматограма Вані | Кліматограма Вані | Кліматограма Вані | Кліматограма Вані |
| --- | ----------------- | ----------------- | ----------------- | ----------------- | ----------------- | ----------------- | ----------------- | ----------------- | ----------------- | ----------------- | ----------------- |
| С | Л                 | Б                 | К                 | Т                 | Ч                 | Л                 | С                 | В                 | Ж                 | Л                 | Г                 |
| 152 7 −3 | 127 8 −2          | 162 12 1          | 168 17 6          | 203 21 11         | 210 24 15         | 186 27 18         | 185 28 19         | 192 24 15         | 193 19 10         | 152 14 4          | 152 9 −1          |
| Середня макс. і мін. температури повітря (°C) Атмосферні опади (мм), за рік : 2082 мм. Джерело: «Climate-Data.org» (англ.) |                   |                   |                   |                   |                   |                   |                   |                   |                   |                   |                   |

## Історія
Статус міста поселення отримало у 1981 році. 

## Населення
Чисельність населення міста, станом на 2022 рік, налічує 3 402 осіб.
| Рік  | Чисельність | Чисельність |
| ---- | ----------- | ----------- |
| 1939 | 3466        | [ 2 ]       |
| 1959 | 2691        | [ 2 ]       |
| 1970 | 3779        | [ 2 ]       |
| 1979 | 4060        | [ 2 ]       |

| Рік  | Чисельність | Чисельність |
| ---- | ----------- | ----------- |
| 1989 | 6576        | [ 2 ]       |
| 2002 | 4641        | [ 2 ]       |
| 2014 | 3744        | [ 2 ]       |
| 2016 | 3723        | [ 2 ]       |

| Рік  | Чисельність | Чисельність |
| ---- | ----------- | ----------- |
| 2017 | 3675        | [ 2 ]       |
| 2018 | 3623        | [ 2 ]       |
| 2019 | 3558        | [ 2 ]       |
| 2020 | 3512        | [ 2 ]       |

| Рік  | Чисельність | Чисельність |
| ---- | ----------- | ----------- |
| 2021 | 3478        | [ 2 ]       |
| 2022 | 3402        | [ 2 ]       |
| 2023 | 3374        | [ 3 ]       |

| Рік  | Чисельність | Чисельність |
| ---- | ----------- | ----------- |
| 1939 | 3466        | [ 2 ]       |
| 1959 | 2691        | [ 2 ]       |
| 1970 | 3779        | [ 2 ]       |
| 1979 | 4060        | [ 2 ]       |

| Рік  | Чисельність | Чисельність |
| ---- | ----------- | ----------- |
| 1989 | 6576        | [ 2 ]       |
| 2002 | 4641        | [ 2 ]       |
| 2014 | 3744        | [ 2 ]       |
| 2016 | 3723        | [ 2 ]       |

| Рік  | Чисельність | Чисельність |
| ---- | ----------- | ----------- |
| 2017 | 3675        | [ 2 ]       |
| 2018 | 3623        | [ 2 ]       |
| 2019 | 3558        | [ 2 ]       |
| 2020 | 3512        | [ 2 ]       |

| Рік  | Чисельність | Чисельність |
| ---- | ----------- | ----------- |
| 2021 | 3478        | [ 2 ]       |
| 2022 | 3402        | [ 2 ]       |
| 2023 | 3374        | [ 3 ]       |

## Культура
- Ванський археологічний музей-заповідник[7]

## Міста-побратими
- Амвросіївка, Україна
- Ашкелон, Ізраїль
- Проссер, Вашингтон, США
- Фоллон, Невада, США